# Аль-Фарабі
Абу Наср Мухаммед ібн Тархан ат-Туркі аль-Фарабі (870—950) — великий науковець і філософ, систематизатор східного перипателізму (аристотелізм), представник етико-філософського напрямку.
Від Фарабі йде поширений в середньовічній перській філософії поділ роздумів на п'ять типів, виходячи з якого вирішувалось питання про співвідношення між філософією, теологією і релігією:
- аподиктичні («абсолютно істинні»), що створюють фундамент науки, філософії;
- діалектичні («в основному істинні») і софістичні («в основному неправдиві»), що лежать в основі спекулятивної теології (каламу);
- риторичні («в рівній мірі істинні і неправдиві») і поетичні («абсолютно неправдиві»), на яких базується релігія.

В соціальних трактатах Фарабі розвиває вчення про ідеальне суспільство («доброчинне місто»), головним у якому є правитель-філософ, що наділений також функціями духовного керівника (імама): як філософ він пізнає основи, що керують природним і людським світом, а як імам передає отримані таким чином істини невишуканій в філософії «широкій публіці» в образносимволічній формі «ідеальної релігії».
Фарабі також автор творів по теорії музики. Його «Великий трактат про музику» є важливим джерелом свідчень про музику Сходу і старогрецьку музикальну систему.
Фарабі зробив сильний вплив на середньовічну філософію мусульманського Сходу, а також на філософію і науку середньовічної Західної Європи.

## Життєпис

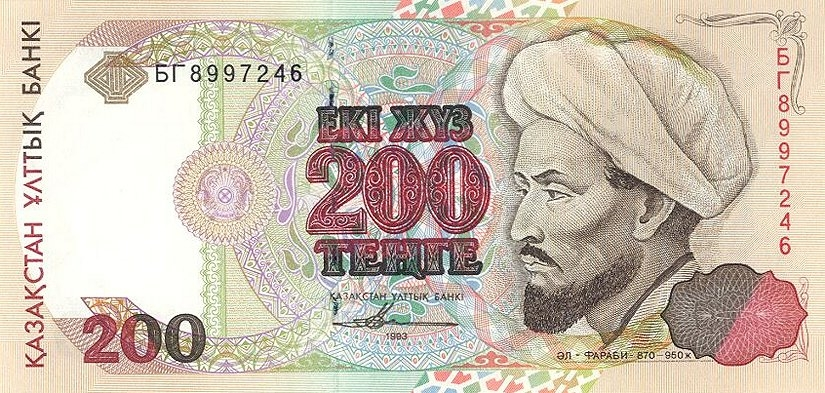
Фарабі на купюрі 200 казахстанських тенге

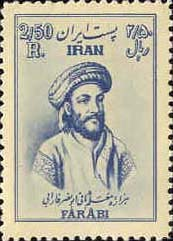
Іранська марка, 1950

Існує небагато відомостей про життя Фарабі. Частина з них — легендарні. Достеменно відомі лише роки його смерті та переїзду в Дамаск, решта дати — приблизні. Причина цього у тому, що доступні джерела, які містять біографічні свідчення про Фарабі, були створені досить пізно — в ХІІ-ХІІІ ст. Серед біографів Фарабі можна вказати Бейхакі, Кіфті, Абі Усейбі, Ібн Хелікана. Пізніші автори у своїх працях опираються на біографічні відомості, вказані саме цими авторами. Існують згадки про більш ранню біографію Фарабі, яка була подана у довідковій праці про великих мудреців минулого, укладеної Абу Саїдом ібн Ахмадом (автор ХІ ст.), але ця праця не збереглася до наших днів і відома лише за цитатами й посиланнями з інших джерел.
Вважається, що Фарабі народився у місцевості Фараб (суч. Отрар, Пд. Казахстан), там де річка Арись впадає у Сирдар'ю. Сучасник Фарабі, Ібн-Хаукаль, вказував, що до міст Фарабського округу належить Весидж, з якого походить Абу-Наср аль Фарабі. Для однозначного визначення етнічної приналежності Фарабі існуючих фактів недостатньо. Традиційно вважається, що Фарабі походить від середньоазійських тюрків. У той же час існує рівноцінна версія про його перське походження. Зі середини ХХ ст. деякі автори ведуть науково необґрунтовану дискусію про належність Фарабі до якоїсь конкретної національності Середньої Азії.
Припускають, що початкову освіту Фарабі отримав на батьківщині. Існують свідчення про те, що до свого від'їзду з Середньої Азії Фарабі побував у Шаші (Ташкент), Самарканді й Бухарі, де якийсь час учився і працював. Продовжувати здобувати освіту філософ подався до Багдаду, столицю й культурний центр Арабського халіфату. По дорозі туди він побував у багатьох містах Ірану: Ісфахані, Хамадані, Реї (Тегерані). У Багдаді Фарабі осів у час правління халіфа аль-Муктадіра (908—932) і займався там вивченням різних мов і наук. Немає згоди щодо імен його вчителів. Проте відомо, що він вивчав медицину, логіку і грецьку мову. Багдад був Меккою для інтелектуалів того часу. Саме там працювала відома школа перекладачів, значну роль в якій відігравали несторіанці. Вони перекладали і коментували твори Платона, Арістотеля, Галена, Евкліда. Паралельно відбувався процес засвоєння культурних досягнень Індії. Така робота стимулювала й самостійну творчу активність.
Наставниками Аль-Фарабі в Багдаді були Юханна ібн Хайлан і відомий перекладач античних текстів на арабську мову Абу Бішр Матта. Про Юханна ібн Хайлана, за повідомленням Усейбіа, Аль-Фарабі розповідав як про носія живої традиції передачі спадщини Арістотеля від учителя до учнів впродовж багатьох поколінь. Абу Бішр Матта викладав логіку. Але, як повідомляють середньовічні джерела, учень досить швидко перевершив учителя. Під час свого навчання в Багдаді Аль-Фарабі мав можливість ознайомитися з «Другою аналітикою» Арістотеля, яку теологічно налаштовані несторіанці намагалися «приховати», оскільки там розвивалися теоретико-пізнавальні погляди, що не лишали місця для релігійного одкровення.
Незадовго Фарабі став відомим ученим. У 941 році він переїжджає в Дамаск, де проводить решту свого життя, займаючись науковою роботою. У Дамаску Фарабі завершує, початий раніше, «Трактат про … місто». Очевидно, що у перші роки Фарабі жилося в Дамаску нелегко. У літературі є оповіді, що він був змушений працювати садовим сторожем, а науковою діяльністю займався лише по ночах, при світлі свічки, купленої за зароблені удень гроші. Однак незабаром від знаходить покровителя — халебського правителя Сайф ад-Даулаа Алі Хамданіда (943—967), який опікувався передовим людям свого часу, зокрема поетам з різних країн Сходу, серед який були Абу Фірас, Абул Аббас ан-Намі, Абул Фарадж ал-Вава, Абул Фатх Кушуджим, ан-Наші, ар-Раффі, Ібн Нубата, ар-Ракі, Абдуллах ібн Халавейхі, Абу-т-Таїб ал-Лугаві ал-Фаріса та ін. Однак придворним ученим Аль-Фарабі не став і не переїхав до Халеба, лише приїжджав туди з Дамаска. У 949—950 рр. Фарабі побував у Єгипті. Існує дві версії смерті Фарабі. Згідно з першою версією, він помер природною смертю в Дамаску, згідно з другою — вбитий грабіжниками при поїздці до Аскалана.[4]. Також відомо, що Фарабі було поховано без участі духовенства. [5]. Водночас окремі мусульманські автори намагаються показати Фарабі правовірним мусульманином. [6].
Згадуються учні Фарабі — Ях'я ібн Аді в Багдаді та Ібрагім ібн Аді в Алеппо, які після смерті вчителя писали коментарі до його трактатів, а також продовжили його роботу з тлумачення творів грецьких філософів.

## Політичні вчення
Аль-Фарабі один із перших філософів-арабів порушив проблему співвідношення релігії і філософії. Він став відомим завдяки коментарям до праць Арістотеля, через що отримав почесне ім´я «Арістотель Сходу». Свої державницькі і правові погляди виклав у трактатах «Про погляди жителів доброчесного міста», «Афоризми державного діяча» тощо. В зазначених працях Аль-Фарабі значну увагу приділяв дослідженню сутності влади, завданням і метою якої є створення умов для щастя і злагоди.
Як і більшість філософів, він намагався розробити проект ідеального суспільства — міста-держави. Він класифікував суспільства на великі (об'єднання всіх людей, народів, що населяють землю), середні (спільнота певного народу) та малі (об´єднання людей в окремі міста).
Важливою умовою досягнення щастя вважав умілу діяльність верховної влади. Саме з цих позицій усі міста-держави він поділяв на доброчесні (в яких високоморальні правителі та мешканці прагнуть до щастя, в основі якого — знання та блага) та неосвічені (верхівка влади прагне тільки до особистого зиску). Перевагу філософ віддав першому виду, в якому суспільне життя побудоване на принципах високої моральності людей та взаємодопомоги.
Населення в таких містах-державах він поділяв на п´ять категорій:
- мудреці та інші достойні особи;
- «люди релігії», поети, музиканти;
- лікарі, геометри, астрологи та інші;
- воїни-ратники, стражі;
- землевласники, купці, багаті люди.

Причому наголошував, що всі вони пов'язані взаємними інтересами, справедливим ставленням один до одного. Доброчесне місто-державу, за словами Аль-Фарабі, має очолити філософ-правитель, який має пізнати чинники, що управляють природою і суспільством, і передати ці знання населенню в образно-символічній, тобто релігійній, формі. Досягнення щастя та кращої долі для людини він пов'язував не з дотриманням принципів шаріату, а з морально-етичними принципами, покладеними в основу управління державою.
Але його проект ідеального суспільства (міста-держави) суперечив ідеям Корану про божественну передвизначеність: «все у владі Бога». Мусульманське духовенство сприйняло ідеї Аль-Фарабі як посягання на порядок, установлений Аллахом. Аль-Фарабі взагалі відкидав теологічні вчення про походження держави і стверджував, що держава — результат об'єднання людей для задоволення життєвих потреб.
Політико-правове вчення Аль-Фарабі суттєво відрізняється від доктрини західноєвропейських мислителів як за змістом, так і в програмних положеннях. Політичне життя Арабського халіфату не давало підстав для обговорення традиційних для європейської державно-правової думки проблем різних форм правління, співвідношення церкви і держави, держави і права. Що ж до політичного устрою, то за його основу Аль-Фарабі брав мусульманську общину — пов'язане шаріатом територіальне об´єднання віруючих, що справляло вагомий вплив на владу.